# Amnirana darlingi
Amnirana darlingi és una espècie de granota que viu a Angola, Botswana, República Democràtica del Congo, Malawi, Moçambic, Namíbia, Zàmbia i Zimbàbue.